# Папкова, Ирина Андреевна
Ири́на Андре́евна Папко́ва (после замужества Ирина дю Кенуа, англ. Irina du Quenoy; род. 1977, Сан-Франциско, Калифорния, США) — американский политолог русского происхождения.

## Биография
Родилась в Сан-Франциско в семье протоиерея Андрея Папкова, клирика Русской Зарубежной Церкви. До пяти лет жила в Сан-Франциско, потом родители переехали в Бостон, где её отец обучался в Бостонской консерватории, через три года, родители переехали на север штата Нью-Йорк Праправнучка промышленника, политика и благотворителя Н. Ф. фон Дитмара. Ещё одним предком является председатель Государственной Думы Российской империи второго созыва, земский деятель, один из основателей Конституционно-демократической партии Ф. А. Головин.
Получила бакалавра гуманитарных наук magna cum laude в Гамильтонском колледже.
В Джорджтаунском университете в 2002 году получила магистра гуманитарных наук по российским и восточноевропейским исследования, а в 2006 году доктора философии по сравнительной политологии В 2000-е годы сотрудничала с журналом «Мы в России и Зарубежье»., выступала за примирение РПЦЗ с Московским Патриархатом.
Преподавала в Джоджтаунском университет, в Университете Джорджа Вашингтона, в Российском государственном педагогическом университете имени А. И. Герцена.
Занималась научными исследованиями в Институте Кеннана Международного научного центра имени Вудро Вильсона, в Институте гуманитарных наук в Вене и Центре славянско-евразийских исследований Университета Хоккайдо.
В 2008—2012 годы — ассистент-профессор Центрально-Европейского университета. Преподавала на кафедре международных отношений и европейских исследований.
В 2012 году становится научный сотрудник Центра Беркли по религии, миру и международным отношениям Джоджтаунского университета. Переехала в Бейрут, Ливан.
В 2018 году вернулась в США и стала главным редактором журнала разведки и кибербезопасности.
Является председателем Русского бала в Вашингтоне.
Знает русский, английский, испанский и итальянский языки, читает на португальском и немецком.

## Научные труды

### Монографии
- Papkova I. A. The Orthodox Church and Russian Politics The Orthodox Church and Russian Politics. — New York: Oxford University Press, 2011. — 265 p.

### Статьи
на русском языке
- Православие и политическая ориентация российской молодёжи // Отечественные записки. — 2006. — № 3 (30). — С. 253—264. (с А. В. Ситниковым)
- Религия и международные отношения: состояние дисциплины в США // Полития. — 2010. — №  1 (56). — С. 111—117.

на других языках
- Papkova I. A. Perspectives on the Role of the Catholic and Orthodox Churches in the Wars of the Yugoslav Succession // Michigan Journal of Political Science[англ.]. — 2002. — Vol. 34, № 1. — P. 11—30.
- Papkova I. A. International Relations in the Post 9/11 World : Reconceptualizing the West's "Other" // The annual meeting of the International Studies Association / Association IS, editor. — 2004. — P. 1—24.
- Papkova I. A. The resurgence of Russian Orthodoxy and its implications for Russian democracy // Burden or blessing? : Russian Orthodoxy and the construction of civil society and democracy / Marsh C, editor. — Boston: Boston University, Institute on Culture, Religion and World Affairs, 2004. — P. 37—44.
- Papkova I. A., Thomas C. Encyclopedia of American Civil Rights and Liberties / Stephens O.H., Scheb J.M., Stooksbury K.E., editors. — Westport: Greenwood Press, 2006. — Vol. 3.
- Papkova I. A. The Russian Orthodox Church and Political Party Platforms // Journal of Church and State[англ.]. — 2007. — Vol. 49, № 1. — P. 117—134.
- Papkova I. A. Nikolai Aleksandrovich Mitrokhin, Russkaia pravoslavnaia tserkov´: Sovremennoe sostoianie i aktual´nye problemy [The Russian Orthodox Church: Contemporary Condition and Current Problems]. 648 pp. Moscow: Novoe literaturnoe obozrenie, 2004. ISBN 5-86793-324-5. // Kritika: Explorations in Russian and Eurasian History[англ.]. — 2008. — Vol. 9, № 2. — P. 481—492.
- Papkova I. A. Contentious Conversation: Framing the 'Fundamentals of Orthodox Culture' in Russia // Religion, State & Society. — Taylor & Francis, 2009. — Vol. 37, № 3. — P. 291—309.
- Papkova I. A. Orthodox Religiosity among Elite University Students in Russia and its Relationship to their Political Views // Religion in Eastern Europe. — 2008. — Vol. 28, № 2. — P. 1—17.
- Papkova I. A. The Freezing of Historical Memory?: The Post-Soviet Russian Orthodox Church and the Council of 1917 // Religion, Morality, and Community in Post-Soviet Societies / Steinberg M.D., Wanner C., editors. — Washington: Woodrow Wilson Center Press[англ.], 2008. — P. 55—84.
- Papkova I. A. Contentious Conversation : Framing the 'Fundamentals of Orthodox Culture' in Russia // Religion, State & Society. — Taylor & Francis, 2009. — Vol. 37, № 3. — P. 291—309.
- Papkova I. A. Russian Orthodox Concordat? Church and State under Medvedev // Nationalities Papers[англ.]. — Routledge, 2011. — Vol. 39, № 5.

## Публицистика
- Папкова И. А. Неоправданный пессимизм: о судьбе РПЦЗ после воссоединения // Татьянин день. — 15.11.2006.
- Папкова И. А. Поражение РПЦЗ? // Татьянин день. — 11.05.2007.
- Мы должны сконцентрироваться на внутреннем укреплении РПЦЗ // rocorstudies.org, 1 мая 2010
- Папкова И. А. О заказчике П.Р. // Православие и мир. — 17.08.2012.
- CHURCH AND STATE IN UKRAINE AND THE POWER POLITICS OF ORTHODOX CHRISTIANITY // warontherocks.com, 14 февраля 2019